# Manuel Mejía Jaramillo
Pour les articles homonymes, voir Jaramillo.
Manuel Mejía Jaramillo, né en 1887 à Manizales et mort en 1958 à Bogota, est un entrepreneur colombien. Il a notamment travaillé dans la culture et le commerce du café en Colombie, dans le département du Caldas. Il occupe le poste de directeur de la Banco del Ruiz à Manizales de 1916 à 1925. Dès 1937, avec l'appui du président de la République Alfonso López Pumarejo, il dirige la Federación Nacional de Cafeteros de Colombia, après la démission d'Alejandro López au poste de directeur.